# In a Perfect World (álbum de Kodaline)
In a Perfect World es el primer álbum de estudio de la banda de rock irlandesa Kodaline. El álbum fue lanzado en Irlanda el 14 de junio de 2013 e incluye los sencillos "High Hopes" y "Love Like This". El 20 de junio de 2013, el álbum entró en la lista de álbumes de Irlanda en el número 1. 

## Lista de canciones
| N.º | Título           | Letras | Música | Duración |  |
| 1.  | «One day»        |        |        | 4:15     |  |
| 2.  | «All I Want»     |        |        | 5:05     |  |
| 3.  | «Love Like This» |        |        | 3:36     |  |
| 4.  | «High Hopes»     |        |        | 3:50     |  |
| 5.  | «Brand New Day»  |        |        | 6:37     |  |
| 6.  | «After The Fall» |        |        | 3:35     |  |
| 7.  | «Big Bad World»  |        |        | 5:07     |  |
| 8.  | «All Comes Down» |        |        | 4:55     |  |
| 9.  | «Talk»           |        |        | 4:28     |  |
| 10. | «Pray»           |        |        | 3:33     |  |
| 11. | «Way Back When»  |        |        | 3:26     |  |

## Lista de posiciones

### Lista semanal
| Listas (2013-14)                        | Posición |
| --------------------------------------- | -------- |
| Australia (ARIA)                        | 24       |
| Bélgica (Ultratop flamenca)             | 44       |
| Bélgica (Ultratop valona)               | 79       |
| Países Bajos (Album Top 100)            | 8        |
| Irlanda (IRMA)                          | 1        |
| Escocia (Scottish Albums Chart)         | 2        |
| Suiza (Schweizer Hitparade)             | 8        |
| Reino Unido (UK Albums Chart)           | 3        |
| Estados Unidos (Billboard 200)          | 89       |
| Estados Unidos (Top Alternative Albums) | 16       |
| Estados Unidos (Top Rock Albums)        | 22       |
| Estados Unidos (Top Heatseekers Albums) | 7        |
| Estados Unidos (Independent Albums)     | 19       |

### Fin de año
| Lista (2013)        | Posición |
| ------------------- | -------- |
| Irish Albums (IRMA) | 6        |
| UK Albums Chart     | 65       |
| Lista (2014)        | Posición |
| Irish Albums (IRMA) | 10       |
| UK Albums Chart     | 90       |